# Mistrzostwa Świata FIBT 1931
Mistrzostwa świata FIBT 1931 odbyły się w dwóch miastach: w niemieckim Oberhofie w dniach 31 stycznia–1 lutego na torze Wadeberg-Bobbahn (dwójki) oraz w szwajcarskim Sankt Moritz w dniach 10–11 lutego na torze St. Moritzer Bobsleigh-Run (czwórki). Konkurencja dwójek zadebiutowała podczas mistrzostw świata. Zwycięzcami obu konkurencji zostali reprezentanci Rzeszy Niemieckiej. 

## Rezultaty

### Dwójki mężczyzn
| Miejsce | Państwo             | Zawodnicy                          | Czas       |
| ------- | ------------------- | ---------------------------------- | ---------- |
|         | Rzesza Niemiecka II | Hanns Kilian Sebastian Huber       | 7:34,2 min |
|         | Rzesza Niemiecka I  | Gerhard Fischer Gemmer             | 7:37,3 min |
|         | Austria II          | Hans Volckmar Anton Kaltenberger   | 7:38,1 min |
| 4.      | Austria I           | von Newlinski Hugo Weinstengel     | 7:41,1 min |
| 5.      | Szwajcaria II       | Clavadetscher Sigg                 | 7:49,0 min |
| 6.      | Szwajcaria I        | Fritz Feierabend Adalbert Obermatt | 7:59,1 min |
| 7.      | Francja I           | R. Amos P. Amos                    | 8:00,6 min |

## Czwórki mężczyzn
| Miejsce | Państwo             | Zawodnicy                                                     | Czas       | I. przejazd | II. przejazd | III. przejazd | IV. przejazd |
| ------- | ------------------- | ------------------------------------------------------------- | ---------- | ----------- | ------------ | ------------- | ------------ |
|         | Rzesza Niemiecka I  | Werner Zahn Robert Schmidt Franz Bock Emil Hinterfeld         | 5:15,5 min | 1:18,8      | 1:17,7       | 1:19,3        | 1:19,7       |
|         | Szwajcaria I        | René Fonjallaz Gustave Fonjallaz N. Buchheim Gaston Fonjallaz | 5:16,3 min | 1:18,7      | 1:18,6       | 1:19,5        | 1:19,4       |
|         | Wielka Brytania II  | Dennis Field Patrick Coote Ralph Wallace Jack Newcombe        | 5:17,7 min | 1:18,7      | 1:19,4       | 1:20,1        | 1:19,5       |
| 4.      | Rzesza Niemiecka II | Fritz Grau                                                    | 5:18,5 min | 1:19,9      | 1:19,4       | 1:20,1        | 1:19,9       |
| 5.      | Szwajcaria II       | Reto Capadrutt                                                | 5:19,2 min | 1:19,5      | 1:18,8       | 1:19,5        | 1:20,4       |
| 6.      | Stany Zjednoczone I | Heaton                                                        | 5:19,3 min | ?           | ?            | 1:20,2        | 1:19,8       |
| 7.      | Francja II          | Martin                                                        | 5:20,0 min | ?           | ?            | 1:19,7        | 1:19,9       |
| 8.      | Belgia I            | Lambert                                                       | 5:20,1 min | ?           | ?            | 1:19,8        | 1:20,5       |
| 9.      | Austria I           | Hans Stürer                                                   | 5:22,0 min | ?           | ?            | 1:20,4        | 1:20,4       |
| 10.     | Wielka Brytania I   | Martineau                                                     | 5:22,2 min | ?           | ?            | 1:20,3        | 1:21,3       |
| 11.     | Włochy I            | Prinz von Bourbon                                             | 5:26,4 min | ?           | ?            | 1:21,9        | 1:21,1       |
| 12.     | Belgia II           | René Lunden                                                   | 5:26,9 min | ?           | ?            | 1:21,1        | 1:22,6       |

## Tabela medalowa
| Poz. | Państwo          |   |   |   | Łącznie |
| ---- | ---------------- | - | - | - | ------- |
| 1    | Rzesza Niemiecka | 2 | 1 | 0 | 3       |
| 2    | Szwajcaria       | 0 | 1 | 0 | 1       |
| 3    | Austria          | 0 | 0 | 1 | 1       |
| 4    | Wielka Brytania  | 0 | 0 | 1 | 1       |